# Bãi tuốc bin gió Middelgrunden

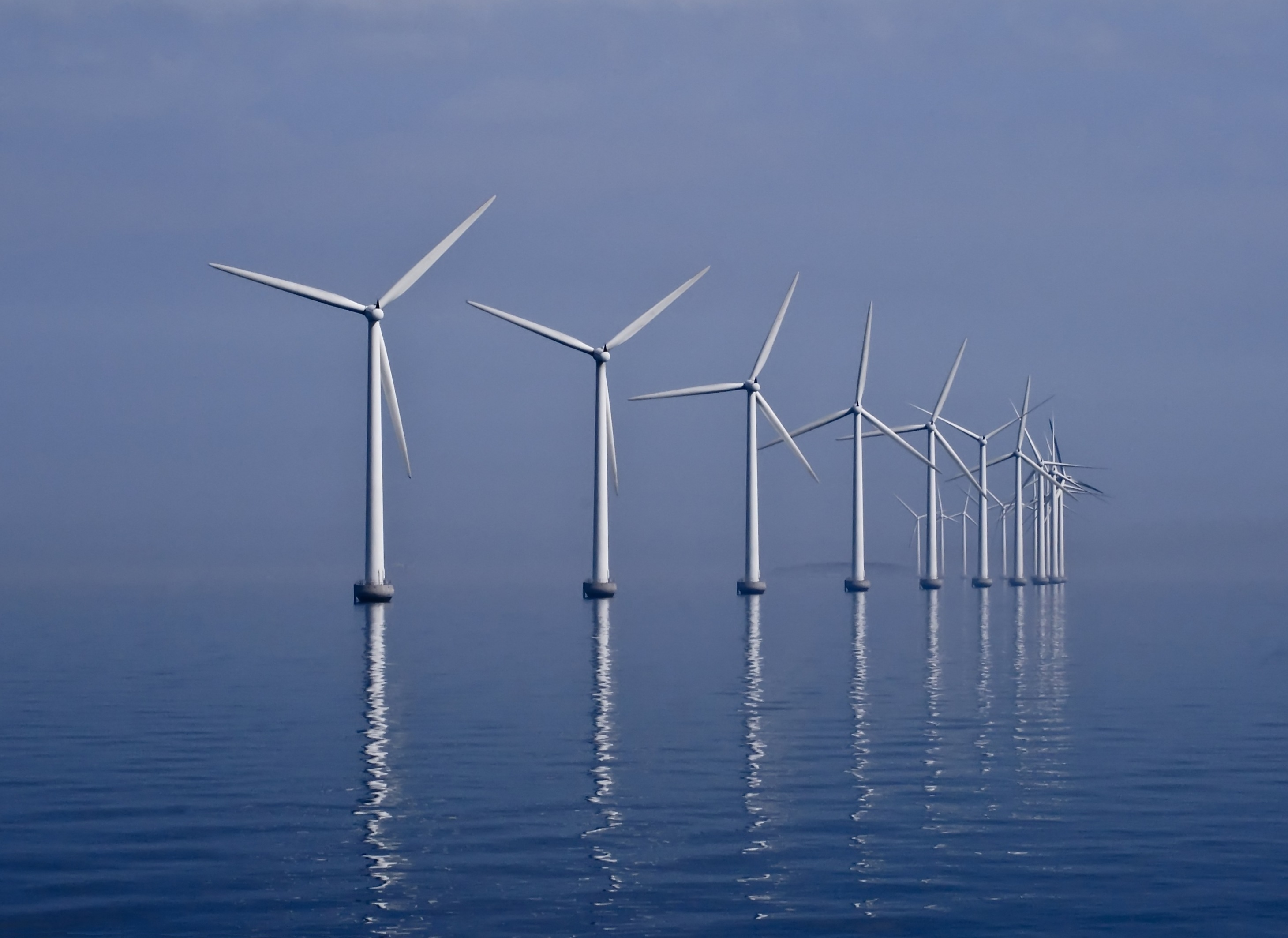
Bãi tuốc bin gió Middelgrunden, 2009

Bãi tuốc bin gió Middelgrunden là một bãi tuốc bin gió ngoài khơi của Đan Mạch, trong eo biển Oresund, ở độ sâu từ 4 tới 8 m, cách Copenhagen 2 tới 3 km.
Bãi tuốc bin gió này được xây dựng năm 2000 và vận hành từ năm 2001, với 20 tuốc bin gió, mỗi cái có công suất 2 MW, tổng cộng là 40 MW, lúc đó là bãi tuốc bin gió ngoài khơi lớn nhất thế giới.
Bãi tuốc bin gió này cung cấp trên 3% điện năng cho thành phố Copenhagen.

## Lịch sử
Năm 1996, Phòng Năng lượng và Môi trường Copenhagen bắt đầu lập dự án, sau khi Middelgrunden được đưa vào danh sách các địa điểm có thể xây dựng bãi tuốc bin gió ngoài khơi theo Kế hoạch hành động của Đan Mạch. Ban đầu, địa điểm này bị "Hội bảo tồn thiên nhiên Đan Mạch" phản đối, nhưng sau khi thương lượng, hội đã đồng ý. Cùng với Phòng Năng lượng và Môi trường Copenhagen, một nhóm nhà đầu tư nhỏ địa phương lập ra Hợp tác xã tuốc bin gió Middelgrunden và hợp tác với Phòng Năng lượng Copenhagen - một cơ quan phục vụ công cộng - để cùng xây dựng bãi này. Tổng số tiền xây dựng hết 44 triệu euro tức 328 triệu DKK thời đó, do mỗi bên bỏ ra 50% vốn.